# La Suze-sur-Sarthe
La Suze-sur-Sarthe là một xã thuộc tỉnh Sarthe trong vùng Pays-de-la-Loire tây bắc nước Pháp. Xã này nằm ở khu vực có độ cao từ 32-76 mét trên mực nước biển.